# Zagora (Krapina)
Zagora falu Horvátországban Krapina-Zagorje megyében. Közigazgatásilag Krapina községhez tartozik.

## Fekvése
Krapina központjától 4 km-re északra, a Strahinjčica-hegység lejtőin fekszik.

## Története
A falunak 1857-ben 75, 1910-ben 105 lakosa volt. Trianonig Varasd vármegye Krapinai járásához tartozott. 
2001-ben a falunak 107  lakosa volt.

## Külső hivatkozások
Krapina város hivatalos oldala